# Stronnictwo Demokratyczne
Stronnictwo Demokratyczne (SD) – polska centrowa partia polityczna, założona 15 kwietnia 1939. W okresie II wojny światowej działała w ramach Polskiego Państwa Podziemnego. Po II wojnie światowej SD było partią satelicką komunistycznej Polskiej Partii Robotniczej, a następnie Polskiej Zjednoczonej Partii Robotniczej. Posiadało kilkudziesięciu przedstawicieli w każdej kadencji Sejmu PRL. W III RP jest to niewielkie ugrupowanie startujące z list różnych komitetów wyborczych, posiadające w różnych kadencjach pojedynczych przedstawicieli w Sejmie RP.

## Geneza

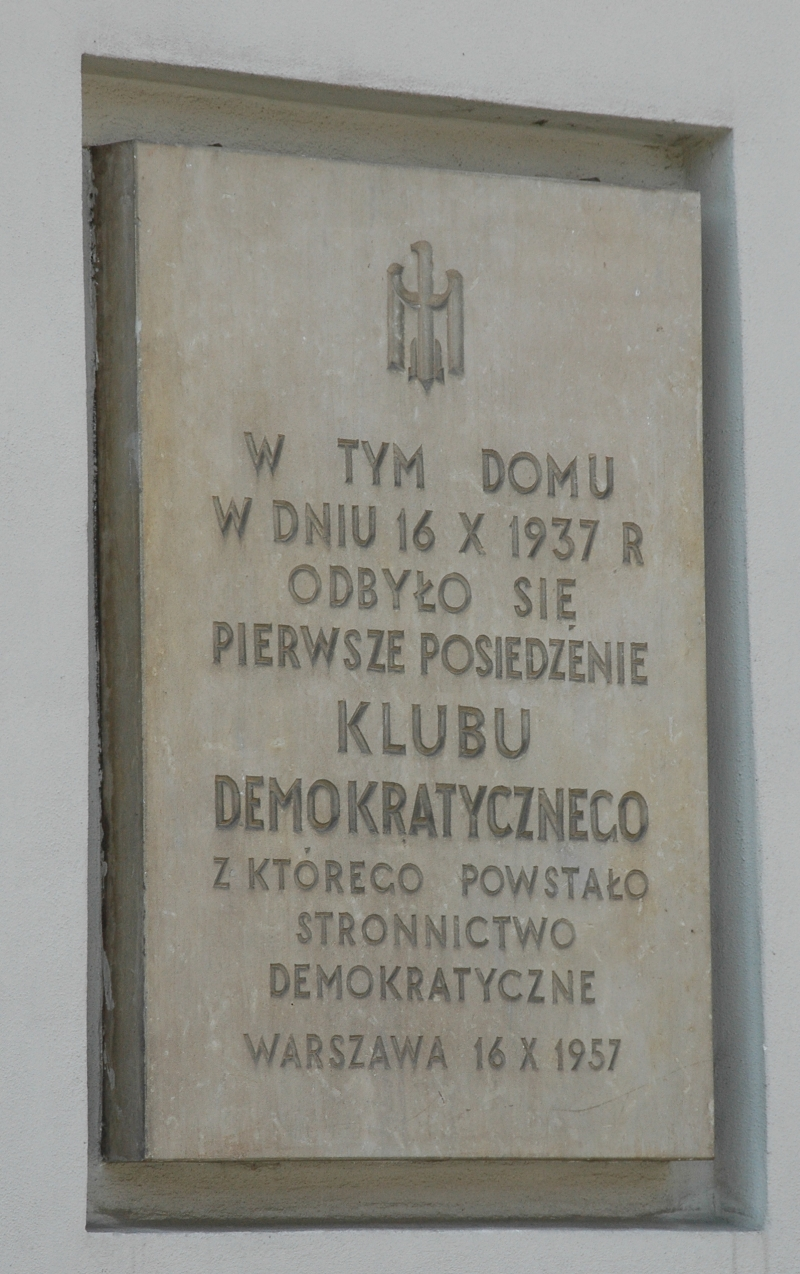
Tablica upamiętniająca pierwsze posiedzenie Klubu Demokratycznego. Warszawa, Stare Miasto

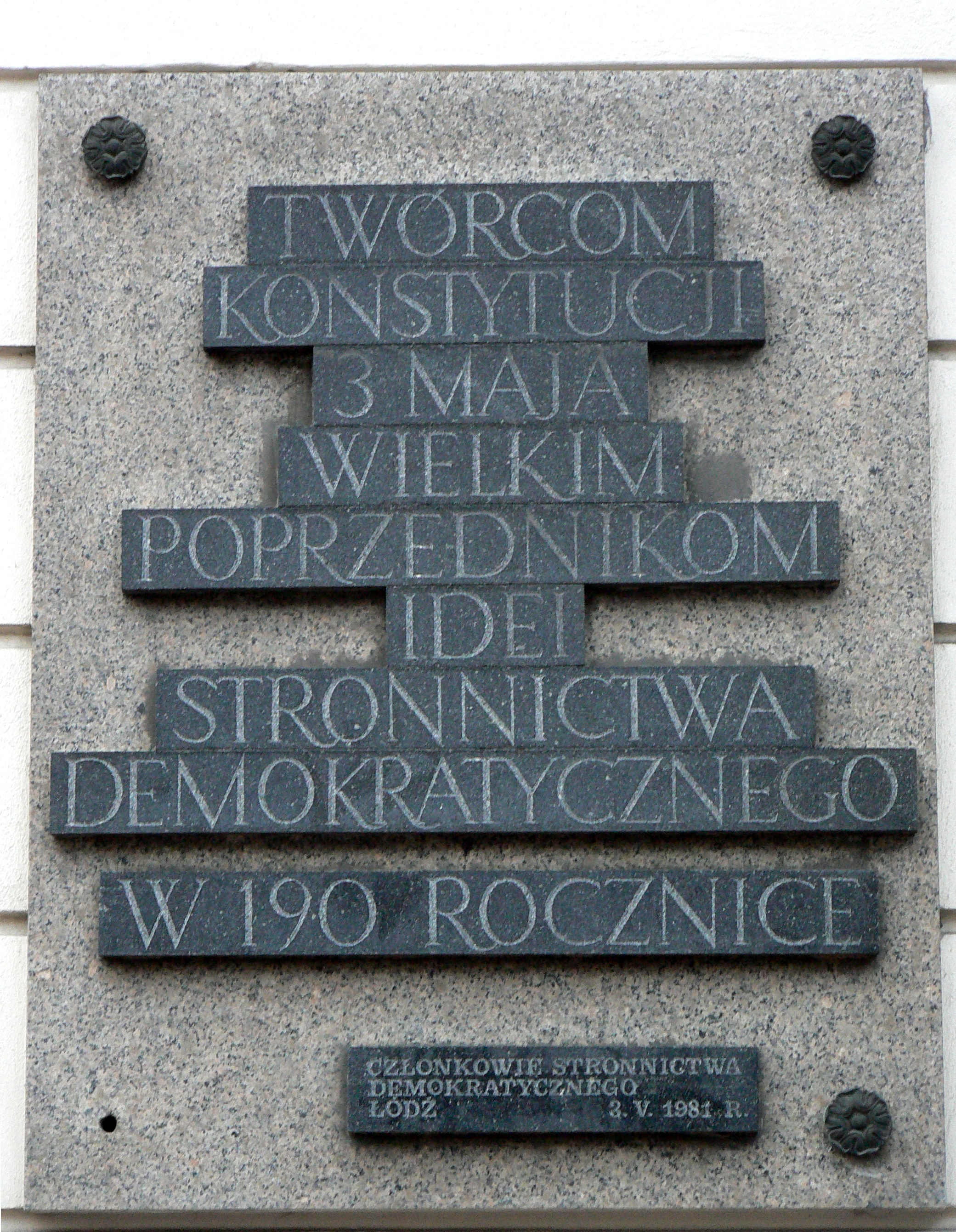
Tablica upamiętniająca 190. rocznicę uchwalenia Konstytucji 3 maja, umieszczona przez łódzkich członków Stronnictwa Demokratycznego w maju 1981. Ulica Piotrkowska 99, Łódź

Stronnictwo Demokratyczne uznaje za swój początek rok 1937, kiedy w Warszawie, potem w Krakowie, Łodzi, Lwowie, Wilnie, Katowicach, Sosnowcu, Bielsku, Poznaniu, Kaliszu, Gdyni i innych mniejszych miastach II Rzeczypospolitej powstawały Kluby Demokratyczne, które pod koniec 1937 stworzyły niezależny społecznie ruch demokratyczny. Program tych klubów został wyrażony w tzw. „małej deklaracji demokratycznej”. Został on przyjęty 16 października 1937 na konstytucyjnym zebraniu Klubu Demokratycznego w Warszawie. Program ten nadawał klubowi opozycyjny charakter przeciwko rządowi sanacyjnemu. Kluby te opowiedziały się wówczas przeciwko tendencjom totalitarnym i nacjonalistycznym. Nawiązywały do Polskiego Stronnictwa Demokratycznego, partii działającej w okresie zaborów.
Antydemokratyczna polityka sanacji oraz zagrożenia wynikające ze strony hitlerowskich Niemiec przyczyniły się do przyspieszenia decyzji o utworzeniu nowej partii politycznej, reprezentującej na scenie politycznej inteligencję demokratyczną.

## Powstanie SD

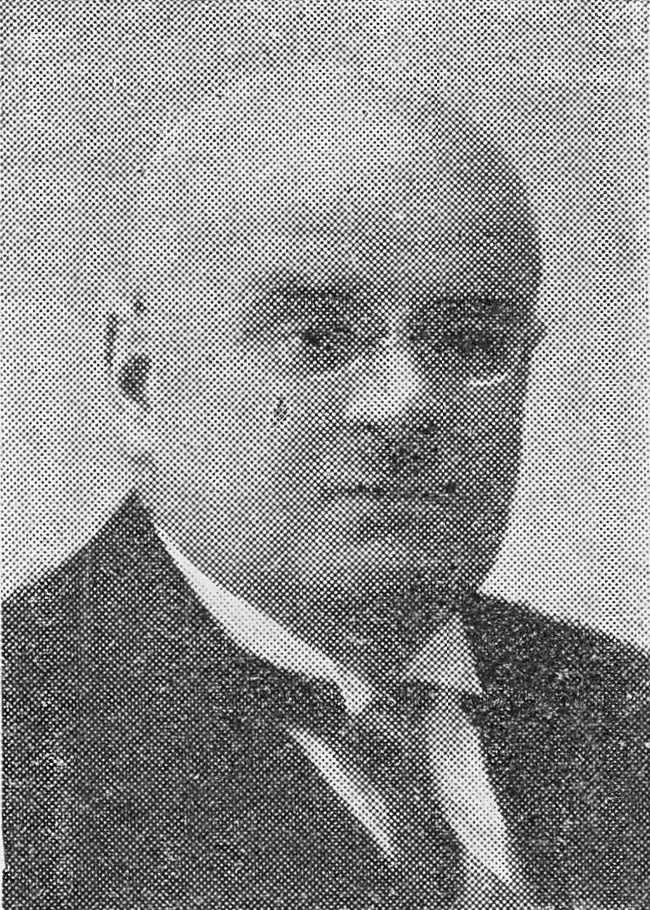
Mieczysław Michałowicz

Decyzja o powołaniu Stronnictwa Demokratycznego zapadła 12 czerwca 1938 na Zjeździe Klubów Demokratycznych we Lwowie (działających od 18 września 1937 wśród inteligencji i drobnych przedsiębiorców), natomiast I Kongres SD odbył się 15–16 kwietnia 1939 w Warszawie.
15 kwietnia 1939, podczas Ogólnopolskiego Zjazdu Założycielskiego (I Kongresu SD), w programie partii zapisano m.in. plan uzdrowienia i rozwoju gospodarki (gospodarka planowa, swoboda działania związków zawodowych, nacjonalizacja głównych działów przemysłu, reforma rolna) i podniesienie poziomu edukacji. Występowano przeciwko koncepcjom nacjonalistycznym i totalitarnym, jak również przeciw autorytarnej sanacji. Postulowano również modernizację armii oraz rozbudowę potencjału wojennego. Na czele partii stanęli Mieczysław Michałowicz i Mikołaj Kwaśniewski. Nieoficjalnym pismem ugrupowania było „Czarno na białem”.

## Okres II wojny światowej

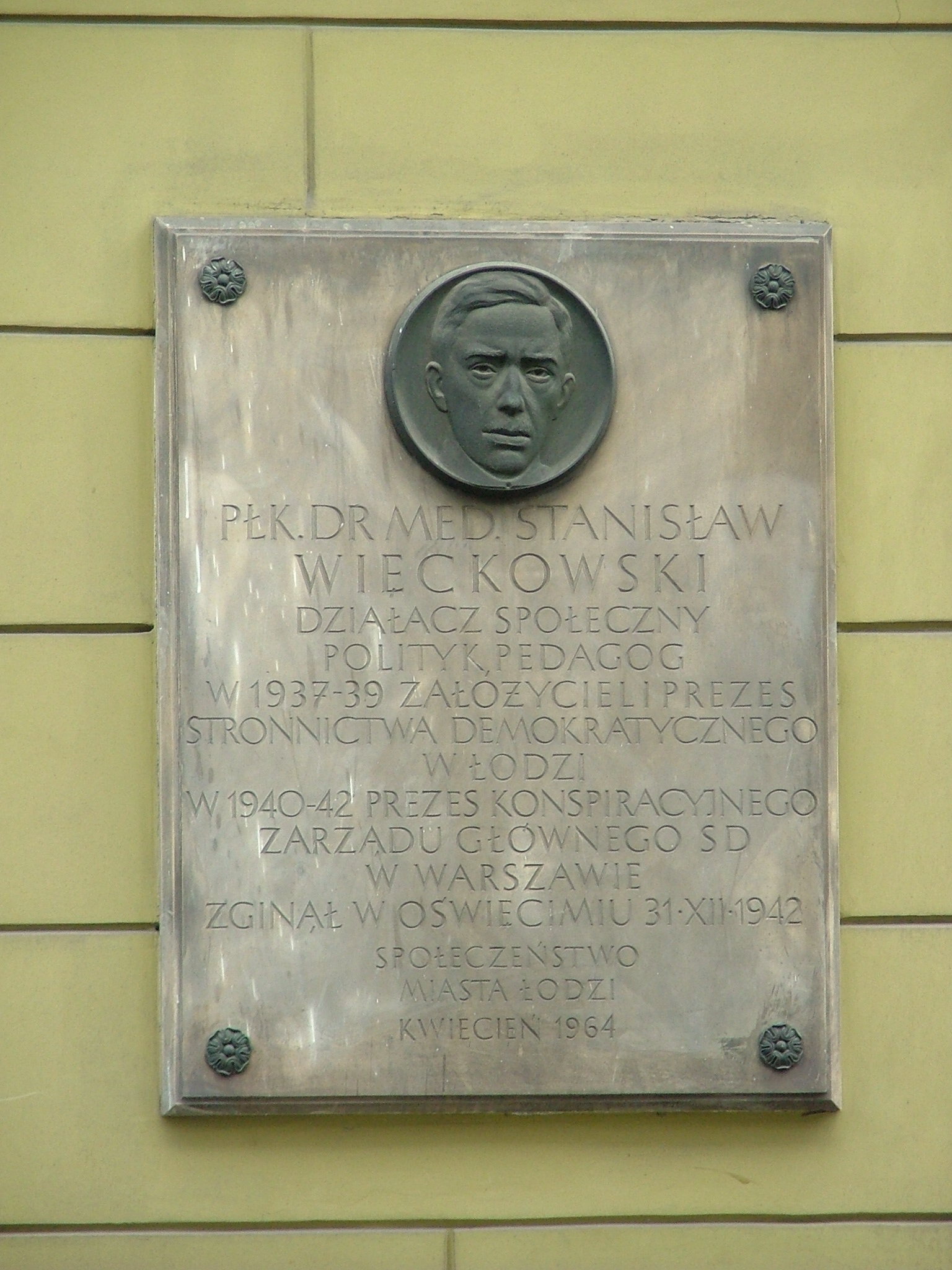
Antoni Więckowski

W czasie II wojny światowej członkowie stronnictwa weszli w struktury Polskiego Państwa Podziemnego (Delegatura Rządu na Kraj, Rada Jedności Narodowej) pod kryptonimem Prostokąt. Wydawali między innymi pisma: „Myśl Społeczno-Polityczna”, „Dziennik Polski”, „Polska Walcząca” i „Nowe Drogi”. W 1942, głównie z inicjatywy działaczy SD, powołano Główną Radę Pomocy Żydom „Żegota” oraz Społeczną Organizację Samoobrony.
W 1943 doszło do sporów wewnątrz kierownictwa SD, w wyniku czego wyłoniły się: Stronnictwo Demokratyczne, uznające Rząd RP na uchodźstwie i komunizujące Stronnictwo Polskiej Demokracji pod przewodnictwem Romualda Millera. Stronnictwo Demokratyczne uznawało Polskie Państwo Podziemne i wspólnie z Polską Niepodległą, Polskim Stronnictwem Demokratycznym, Związkiem Odbudowy Rzeczypospolitej, Związkiem Wolnej Polski, Polską Walczącą, Zjednoczeniem Robotników Polskich oraz Unią Związków Zawodowych Pracowników Umysłowych tworzyło Zjednoczenie Demokratyczne, będące częścią składową Rady Jedności Narodowej.
Zjednoczenie Demokratyczne wydawało „Nowy Dzień” i „Głos Wolny Wolność Ubezpieczający”. W 1945 Eugeniusz Czarnowski i Stanisław Michałowski zostali aresztowani przez NKWD, a następnie wywiezieni do Moskwy i sądzeni w procesie moskiewskim.

## Po wojnie

### W kraju

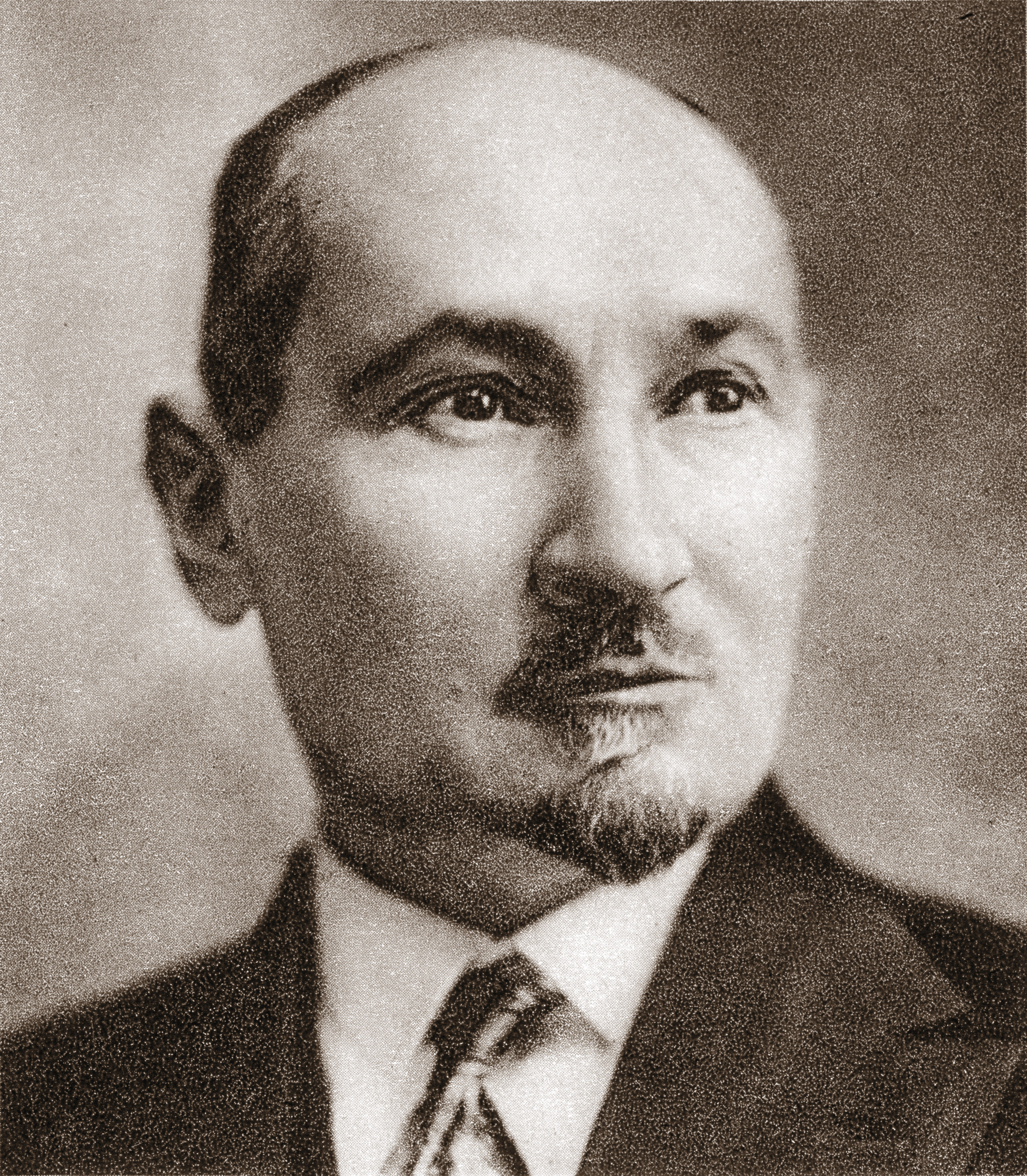
Wincenty Rzymowski

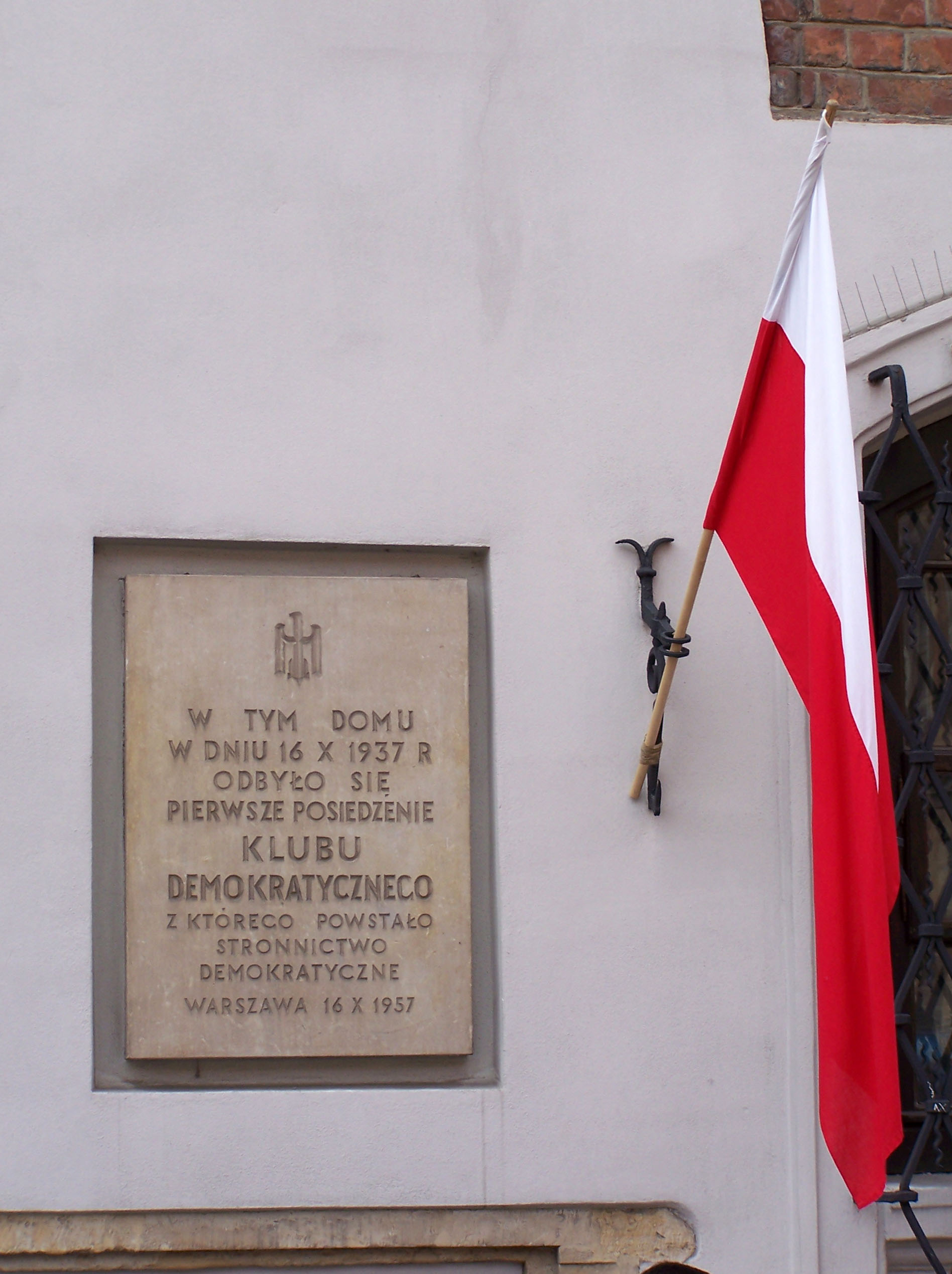
Tablica pamiątkowa umieszczona na Kamienicy Książąt Mazowieckich w dwudziestą rocznicę powstania Klubu Demokratycznego w Warszawie

W sierpniu 1944 na terenach zajętych przez Armię Czerwoną utworzona z inicjatywy Polskiej Partii Robotniczej „grupa restytucyjna” (w skład której weszli m.in. Wincenty Rzymowski, Leon Chwistek, Jan Karol Wende, Leon Chajn, Jan Rabanowski i Zygmunt Sobolewski) odtworzyła Stronnictwo Demokratyczne i weszła w struktury Polskiego Komitetu Wyzwolenia Narodowego. Leon Chajn w ostatnim okresie życia ujawnił, że został członkiem SD na polecenie władz Polskiej Partii Robotniczej i będąc jednym z przywódców Stronnictwa Demokratycznego, był jednocześnie nadal członkiem Polskiej Zjednoczonej Partii Robotniczej. Dotyczyło to również oddelegowanego przez PPR do SD Jana Rabanowskiego i Jana Karola Wendego. Partia była członkiem powstałej w 1944 z inspiracji PPR Komisji Porozumiewawczej Stronnictw Demokratycznych. Było też partią satelicką wobec PPR w ramach Bloku Demokratycznego, a potem partią satelicką PZPR.
Formalne wznowienie działalności SD nastąpiło w dniu 18 sierpnia 1944, bowiem wtedy powołano w Lublinie Tymczasowy Zarząd Główny SD, z Wincentym Rzymowskim jako przewodniczącym ZG SD. W dniu 24 września 1944 TZG SD przyjął „Deklarację Stronnictwa Demokratycznego”, którą 28 września 1944 opublikował dziennik „Rzeczpospolita”.
W utworzonej po II wojnie światowej Krajowej Radzie Narodowej SD było reprezentowane przez 17 posłów, a w Tymczasowym Rządzie Jedności Narodowej przez dwóch ministrów.
W 1946 SD, mimo coraz większego podporządkowania ugrupowania PPR, przyjęło jako cel obronę praw inteligencji i rzemieślników w systemie komunistycznym, sprzeciwiało się między innymi likwidacji prywatnej własności w handlu oraz niezależnej spółdzielczości. W latach 1946–1947 liczebność partii sięgnęła 100 000 członków, powstawały Koła Zakładowe SD z zakładach przemysłowych i kopalniach (m.in. na Górnym Śląsku, gdzie aktywny napływ robotników do SD popierał szef jego Zarządu Wojewódzkiego Edmund Odorkiewicz). Wprowadziło to popłoch w kierownictwach PPR i PPS, które przeciwstawiały się rozrostowi mniejszych stronnictw sojuszniczych. Postanowiono ograniczyć działalność i liczebność partii. Ponieważ podobny los spotkał chadeckie Stronnictwo Pracy w 1950, na wniosek kierownictwa SP dołączyła do SD pewna część działaczy likwidowanego SP wraz z personelem etatowym, wydawnictwami, drukarniami i agendami. Stronnictwo Demokratyczne przejęło wówczas m.in. wydawany przez SP „Ilustrowany Kurier Polski”. Do Klubu Poselskiego SD przystąpili posłowie wybrani z listy Stronnictwa Pracy.
Podporządkowane PZPR oraz ograniczone liczebnie Stronnictwo było jednym z członków Frontu Narodowego (1952–1957), Frontu Jedności Narodu (1957–1983) oraz PRON (1983–1989). Popierało politykę PZPR w zamian za namiastkę spokoju w środowiskach rzemieślniczych, kupieckich i inteligenckich. Uzyskiwało jednocześnie symboliczny wpływ na sprawowanie władzy w rządzie i radach narodowych, gdzie reprezentowane było w sposób śladowy. Posiadało z klucza swoich ministrów, radnych, posłów oraz wiceprzewodniczących prezydiów rad narodowych różnego szczebla (później: wiceprezydentów miast i wiceprzewodniczących rad narodowych).
Pomimo silnego nacisku ze strony PZPR i służb specjalnych partia pozostała jedną z nielicznych w bloku wschodnim partii niemarksistowskich i postrzegana była jako swoisty azyl myśli demokratycznej, a także ugrupowanie, do którego mogły wstępować osoby wierzące. Współpracowała z Czechosłowacką Partią Socjalistyczną, Liberalno-Demokratyczną Partią Niemiec, Socjaldemokratyczną Partią KRLD oraz Demokratyczną Ligą Wietnamu.
W czasie przemian lat 80. Stronnictwo podjęło pewne próby uniezależnienia się od PZPR. W 1981 na XII Kongresie SD przedstawiło propozycje powołania Trybunału Stanu, Trybunału Konstytucyjnego, Rzecznika Praw Obywatelskich oraz przywrócenia Senatu. Zaproponowano także, aby rocznica uchwalenia Konstytucji 3 Maja (która wcześniej była „wewnętrznym” świętem Stronnictwa Demokratycznego) stała się świętem państwowym. Postulaty były podtrzymywane przez cały stan wojenny.
Po ogłoszeniu stanu wojennego Stronnictwo Demokratyczne przystąpiło do PRON, przewodniczący partii Edward Kowalczyk był wówczas wicepremierem w rządzie Wojciecha Jaruzelskiego i popierał wprowadzenie stanu wojennego. W latach 1983–1990 działacz SD Józef Musioł pełnił funkcję podsekretarza stanu w Ministerstwie Sprawiedliwości.
W 1964 przyznawano odznaki 25-lecia Stronnictwa Demokratycznego. 29 listopada 1984 została ustanowiona Odznaka „Zasłużonemu Działaczowi Stronnictwa Demokratycznego”, a pod koniec lat 80. Medal 50-lecia Stronnictwa Demokratycznego.

### Na emigracji
Stronnictwo Demokratyczne po 1939 działało również na emigracji: we Francji, Wielkiej Brytanii i USA. Do jego liderów należeli Stanisław Olszewski, Andrzej Rosner, dr Janusz Bryliński i Feliks Gadomski (USA). W styczniu 1946 lider SD Stanisław Olszewski podpisał w Londynie o przyłączeniu się SD do Rady Polskich Stronnictw Politycznych wraz z przedstawicielami Stronnictwa Narodowego, PPS, Stronnictwa Pracy oraz Stronnictwa Ludowego. Stronnictwo popierało rząd Tomasza Arciszewskiego. W 1950 SD wraz ze Stronnictwem Pracy oraz zwolennikami Stanisława Mikołajczyka powołało do życia Polski Narodowy Komitet Demokratyczny, który nie uznawał rządu RP na uchodźstwie, jednak w 1954 partia weszła w skład Tymczasowej Rady Jedności Narodowej. SD emigracyjne było afiliowane przy Unii Liberalno-Demokratycznej Europy Środkowo-Wschodniej (Liberal-Democratic Union of Central-Eastern Europe, LDUCEE) z siedzibą w Nowym Jorku. Wśród 16 polskich przedstawicieli w ACEN znajdował się polityk SD.

## Okrągły Stół i Sejm kontraktowy

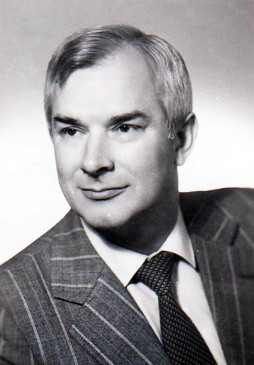
Tadeusz Witold Młyńczak

W myśl ustaleń Okrągłego Stołu w wyborach do „Sejmu kontraktowego” w 1989 Stronnictwu przyznano 27 mandatów poselskich. Po niepowodzeniu misji utworzenia rządu przez Czesława Kiszczaka SD zawiązało koalicję z „Solidarnością” oraz Zjednoczonym Stronnictwem Ludowym i współtworzyło pierwszy demokratyczny rząd Tadeusza Mazowieckiego, przez co PZPR znalazło się w mniejszości i straciło kierowniczą rolę w państwie. Z ramienia Stronnictwa w rządzie zasiedli wówczas: prof. Jan Janowski (wicepremier i kierownik Urzędu Postępu Naukowo-Technicznego i Wdrożeń), Aleksander Mackiewicz (minister rynku wewnętrznego) i Marek Kucharski (minister odpowiedzialny za stworzenie resortu łączności). Wicemarszałkiem sejmu reprezentującym Stronnictwo Demokratyczne została Teresa Dobielińska-Eliszewska. W tym samym roku, na wniosek Klubu Poselskiego SD przywrócono tradycyjną nazwę państwa polskiego – „Rzeczpospolita Polska” oraz przywrócono przedwojenne godło państwowe.

## III Rzeczpospolita

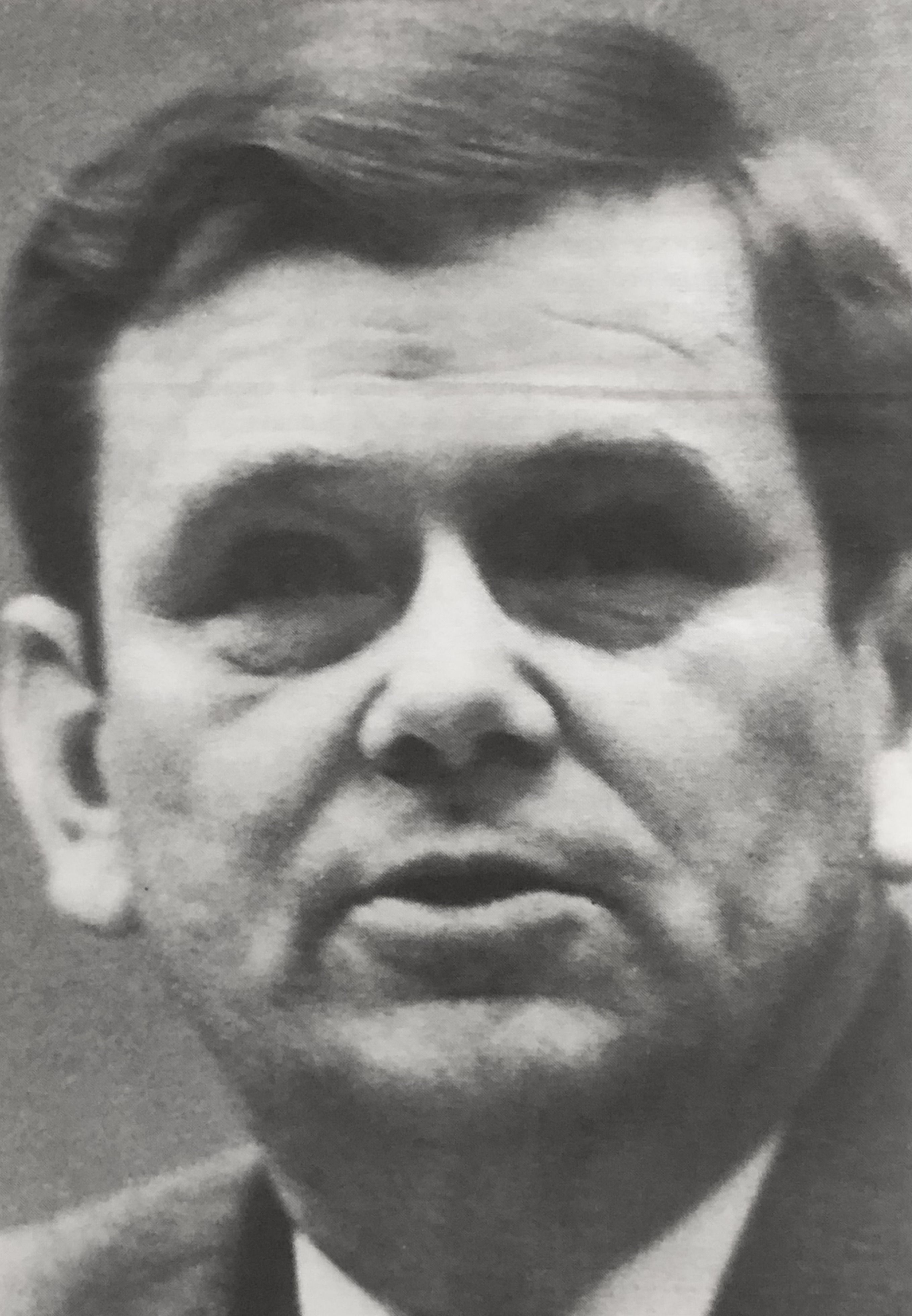
Marek Wieczorek

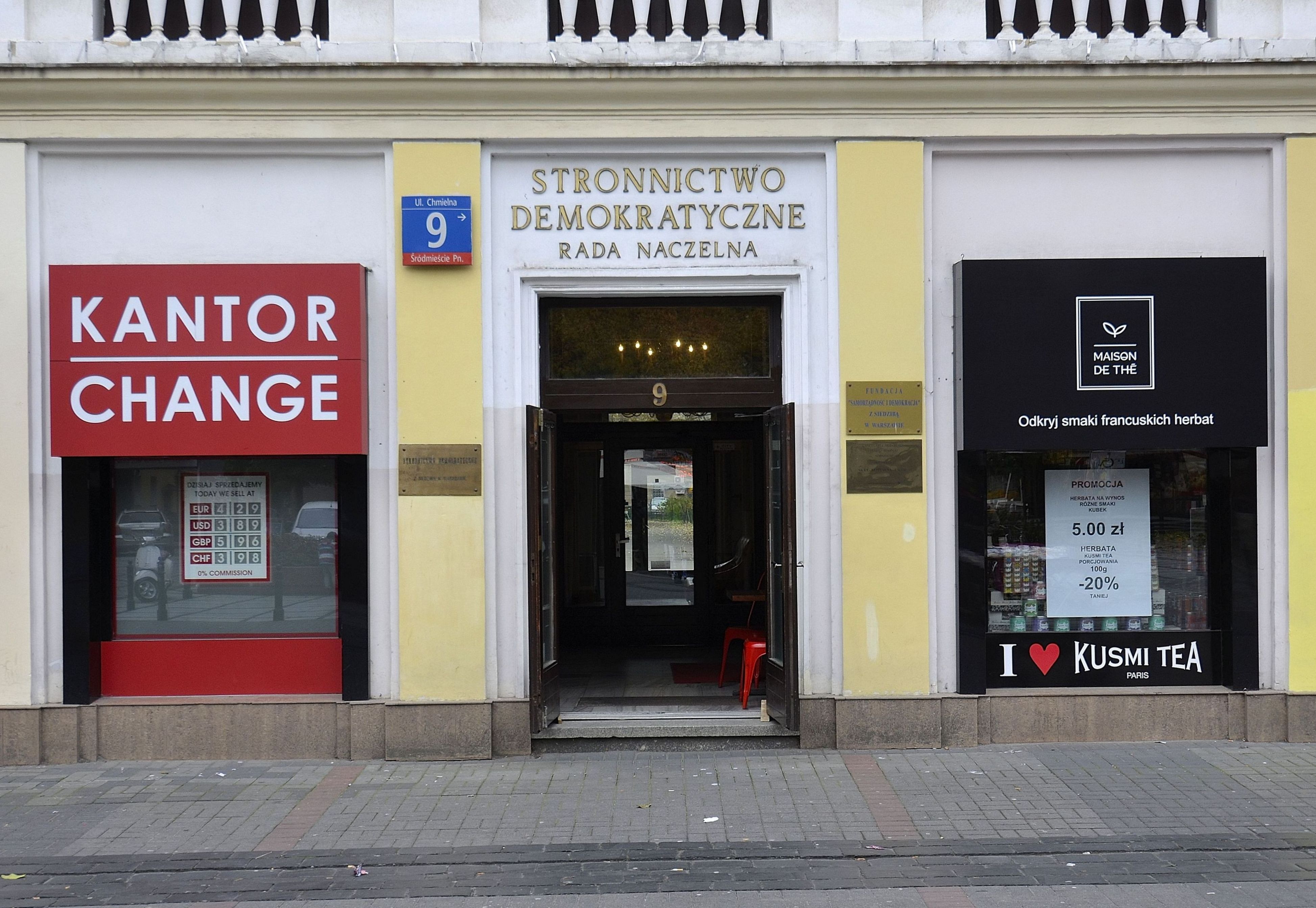
Siedziba Stronnictwa Demokratycznego przy ul. Chmielnej 9 (d. Rutkowskiego 9) w Warszawie

Powstanie systemu wielopartyjnego oraz spory co do dalszej formy aktywności oraz linii politycznej partii sprawiły, że wielu działaczy Stronnictwa odeszło z partii lub przeszło do innych ugrupowań. Byli wśród nich reformatorzy SD: Jerzy Robert Nowak, Tadeusz Bień, Kazimierz Mieczysław Ujazdowski, Piotr Winczorek i Jerzy Slezak.
W wyborach do Sejmu w 1991 SD wystartowało samodzielnie, uzyskując 1 mandat; posłem Stronnictwa został Jan Świtka. Ugrupowanie nie przejawiało aktywności w okresie opozycji pozaparlamentarnej, będąc jednocześnie areną konfliktu wewnętrznego podczas rządów Rafała Szymańskiego, który został ostatecznie odwołany z funkcji szefa SD jesienią 1993. W wyborach parlamentarnych w 1993 działacze SD startowali z list Unii Pracy, SLD, PSL, BBWR i UPR. Ugrupowanie wprowadziło wówczas do Sejmu 3 posłów (wśród nich 2 osoby z listy UP – Krzysztof Wiecheć i Zbigniew Zysk oraz 1 z listy SLD – Kazimierz Modzelewski, który nie opuścił w SD w trakcie kadencji). W 1996 Stronnictwo zawarło porozumienie wyborcze z Unią Wolności, Stronnictwem Ludowo-Chrześcijańskim, Partią Republikanie i Partią Konserwatywną na okres wyborów w 1997, co przełożyło się na mandaty w Sejmie III kadencji dla Jana Klimka i Stanisława Pilniakowskiego (SD wystartowało z list UW). Mimo relatywnego sukcesu aktyw SD wyrażał rozczarowanie aliansem z UW, z którą Stronnictwo sprzymierzyło się również na okres wyborów samorządowych. Rozpoczęły się rozmowy Jana Klimka z Partią Ludowo-Demokratyczną, Unią Pracy i Polskim Stronnictwem Ludowym. W wyniku spadku popularności ugrupowań postsolidarnościowych SD zmieniło w 2000 sojusznika, popierając Aleksandra Kwaśniewskiego w wyborach prezydenckich, a następnie podpisując umowę o starcie na listach SLD-UP. W Sejmie zasiadł wówczas jeden przedstawiciel tej partii – ówczesny jej prezes Jan Klimek, co doprowadziło do kolejnego rozczarowania nieudanym aliansem w szeregach SD. Jan Klimek do końca kadencji zasiadał w klubie parlamentarnym SLD, ubiegał się także o reelekcję z listy tej partii w 2005.
Od 2002 przewodniczącym partii był Andrzej Arendarski (zrezygnował 2 grudnia 2006). W wyborach do Parlamentu Europejskiego w 2004 kilku kandydatów SD startowało z list Narodowego Komitetu Wyborczego Wyborców, który nie osiągnął progu wyborczego. W 2005 Stronnictwo Demokratyczne było inicjatorem i współtwórcą Komitetu Wyborczego Centrum, tworzonego także przez Partię Centrum, częściowo Inicjatywę dla Polski, Zjednoczenie Chrześcijańsko-Narodowe, Wspólnotę Samorządową i wiele innych organizacji społecznych, zawodowych oraz gospodarczych, wspólnie startujących w wyborach do parlamentu w 2005, deklarujących powyborcze zjednoczenie i popierających kandydaturę prof. Zbigniewa Religi na urząd Prezydenta RP. Zbigniew Religa wycofał się jednak ze startu przed wyborami, popierając kandydaturę Donalda Tuska z Platformy Obywatelskiej.
W wyborach parlamentarnych w 2007 kilku kandydatów SD startowało do Sejmu z list różnych komitetów (PSL, LiD, PO). Z listy PO mandat uzyskał Adam Krupa, który pozostał członkiem klubu parlamentarnego tej partii (w połowie kadencji wystąpił z SD, przystępując do PO).

### 2009

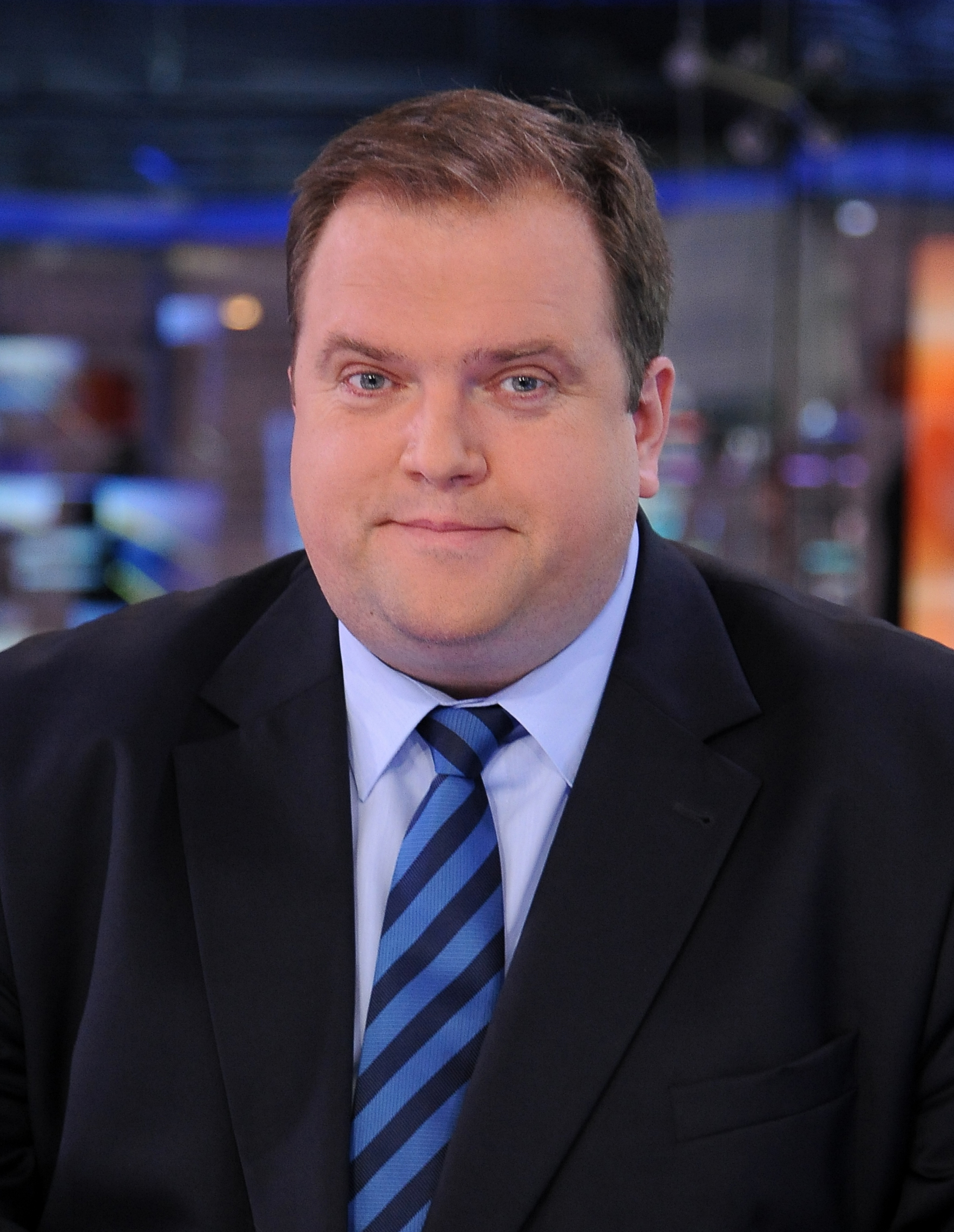
Paweł Piskorski

W styczniu 2009 do partii przystąpił eurodeputowany Paweł Piskorski (wybrany z listy Platformy Obywatelskiej, od kwietnia 2006 bezpartyjny), który zasiadał w grupie Porozumienie Liberałów i Demokratów na rzecz Europy. 21 lutego został on przewodniczącym Stronnictwa Demokratycznego. Dotychczasowy p.o. szefa partii Krzysztof Góralczyk objął funkcję przewodniczącego Rady Naczelnej ugrupowania (pełnił ją do października).
28 lutego Rada Naczelna SD wybrała nowy zarząd. Znalazły się w nim m.in. osoby, które przystąpiły do SD po wyborze na przewodniczącego Pawła Piskorskiego, jak Robert Smoktunowicz, Andrzej Potocki czy Jan Artymowski.
W wyborach do Parlamentu Europejskiego partia wystawiła swoich kandydatów z listy koalicyjnego komitetu o nazwie Porozumienie dla Przyszłości – CentroLewica, do którego należały: Partia Demokratyczna, Socjaldemokracja Polska i Zieloni 2004. Komitet uzyskał 179 602 głosy (2,44%) i nie osiągnął progu wyborczego. Członkowie SD otrzymali 1958 głosów (1,09% głosów w ramach listy, czyli 0,027% w skali kraju dla SD).
Na początku lipca do partii wstąpili członkowie Demokratycznego Koła Poselskiego, które stało się 3 lipca parlamentarną reprezentacją SD (od 16 lipca działało pod nazwą „Demokratyczne Koło Poselskie Stronnictwa Demokratycznego”). 10 lipca szefem rady programowej ugrupowania został Andrzej Olechowski, który osiem dni wcześniej wystąpił z PO. Nie przystąpił jednak do SD.
Według „Rzeczpospolitej” majątek partii, który mógłby zostać sprzedany, aby pokryć wydatki na kampanie wyborcze, wynosił od 65 mln do 120 mln zł. Według wyliczeń tej gazety, pieniądze ze sprzedaży (120 mln zł), mogłyby pokryć wydatki na 9 kampanii prezydenckich lub 4 kampanie do parlamentu.

### Konflikt w Stronnictwie Demokratycznym

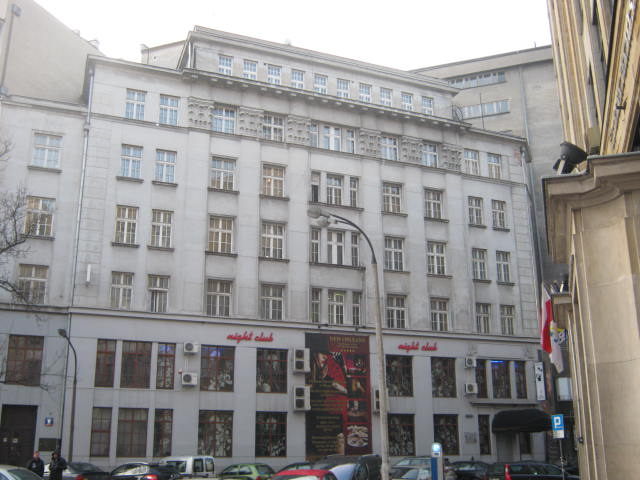
Budynek przy ul. Hibnera 11 (ob. Zgoda 11) w Warszawie, gdzie przez lata mieściła się redakcja będącego organem SD „Kuriera Polskiego”

W 2009 w Stronnictwie Demokratycznym wybuchł spór pomiędzy częścią działaczy o dłuższym stażu w SD a sojusznikami Pawła Piskorskiego o oblicze ideowe partii, losy jej nieruchomości oraz proces decyzyjny w obrębie ugrupowania. W wyniku tego sporu Rada Naczelna pod przewodnictwem Krzysztofa Góralczyka postanowiła zawiesić Pawła Piskorskiego w roli przewodniczącego ugrupowania oraz zwołać kongres nadzwyczajny na 21 listopada 2009. Z kolei zarząd SD podczas obrad Rady Naczelnej dokonał zawieszenia trzech wiceprzewodniczących związanych ze „starym SD”: Lesława Lecha, Dariusza Sitka i Jana Klimka, przewodniczącego Rady Naczelnej Krzysztofa Góralczyka oraz wykluczył dwie inne osoby z zarządu, zwołując jednocześnie nadzwyczajny kongres na 14 listopada 2009. Naczelny Sąd Partyjny uznał te działania za bezprawne. 30 października 2009 frakcja związana z Pawłem Piskorskim wybrała na wiceprzewodniczącego SD Bogdana Lisa. Ostatecznie XXIII Nadzwyczajny Kongres SD zwołany przez zwolenników Pawła Piskorskiego odbył się 4 listopada 2009. Uczestniczyło w nim około 20 delegatów ze 106 (reszta – około 70 osób – została uprzednio zawieszona). Dokonano wyboru przewodniczącego Rady Naczelnej, członków Naczelnego Sądu Partyjnego oraz Naczelnej Komisji Rewizyjnej, zwrócono się również do działaczy SD o „aktywne wsparcie demokratycznych zmian w Stronnictwie”. Na kilka dni przed Kongresem miało miejsce masowe zawieszanie dotychczasowych delegatów na Kongres, reprezentujących frakcję przeciwną Pawłowi Piskorskiemu. 19 listopada 2009 sąd rejestrowy zatwierdził zmiany w kierownictwie partii dokonane przez zwolenników Pawła Piskorskiego.
21 listopada odbył się w sali „Baltic Room 2” hotelu Marriott w Warszawie XXIII nadzwyczajny Kongres SD zwołany przez frakcję przeciwną działaniom Pawła Piskorskiego, na którym dokonano jego odwołania z funkcji przewodniczącego partii. W Kongresie uczestniczyło 76 ze 106 działaczy pierwotnie uprawnionych do wzięcia w nim udziału, z czego 75 opowiedziało się za dymisją Pawła Piskorskiego. Czasowe kierowanie partią powierzono ponownie Krzysztofowi Góralczykowi.
29 listopada 2009 sąd rejestrowy zatwierdził zmiany dokonane we władzach partii przez Pawła Piskorskiego, wykreślając z ewidencji byłego skarbnika Roberta Smoktunowicza i Krzysztofa Góralczyka, jednocześnie wpisując na ich miejsce osoby rekomendowane przez Piskorskiego: Piotra Krośnickiego i Waldemara Prusaka.
XXIV Nadzwyczajny Kongres SD, na którym zostały dokonane korekty w statucie, odbył się 9 stycznia 2010. Dokonano połączenia kompetencji prezesa partii oraz szefa Rady Naczelnej. 18 stycznia 2010 warszawski sąd okręgowy uprawomocnił decyzję o uznaniu przywództwa Pawła Piskorskiego w partii. 13 grudnia 2010 ten sam sąd w pierwszej instancji podjął decyzję o wykreśleniu Pawła Piskorskiego z rejestru jako przewodniczącego partii i wpisanie w to miejsce Krzysztofa Góralczyka. Po złożeniu apelacji przez Pawła Piskorskiego sąd apelacyjny zmienił 7 marca 2011 decyzję sądu okręgowego i przywrócił go na funkcję przewodniczącego partii. Przeciwnicy przywództwa Pawła Piskorskiego złożyli kasację od wyroku do Sądu Najwyższego, która została odrzucona.
Działacze przeciwni przywództwu Pawła Piskorskiego powołali 2 stowarzyszenia. 16 marca 2011 powstało Zjednoczenie Demokratyczne, na czele którego stanął Lesław Lech. Powołano także Stowarzyszenie Demokratyczne, skupiające m.in. część byłych działaczy Stronnictwa (jego prezesem został Krzysztof Góralczyk).

#### Polskie Stronnictwo Demokratyczne
18 maja 2013 powstała partia Polskie Stronnictwo Demokratyczne, powołana przez działaczy Stowarzyszenia Demokratycznego i nawiązująca do organizacji działających w przeszłości o tej samej nazwie. Została ona zarejestrowana 13 czerwca 2013. Prezesem partii został Krzysztof Góralczyk, a przewodniczącym Rady Naczelnej Zbigniew Grzyb (który po kilkunastu miesiącach z niej wystąpił). W małopolskich władzach ugrupowania znaleźli się m.in. były prezes Stronnictwa Demokratycznego Zbigniew Adamczyk i były poseł Stanisław Pilniakowski. Związał się z nią też m.in. Janusz Marszałek (były prezydent Oświęcimia). W pierwszej, założycielskiej deklaracji programowej PSD pojawiły się hasła ochrony środowiska naturalnego, solidaryzmu społecznego oraz szeroko pojętej tolerancji, walki z dyskryminacją, ubóstwem i wykluczeniem społecznym, a także przyjęciem do Polski imigrantów ze Wschodu. W nowej, drugiej deklaracji programowej, odwołano się do „patriotyzmu gospodarczego”. PSD nawiązało współpracę z Polską Razem, kiedy partia ta powstawała. Wiceprezes PSD Paweł Rogaliński kandydował do Rady Miejskiej w Łodzi w 2014 z listy SLD Lewica Razem i w 2015 do Sejmu z listy Zjednoczonej Lewicy (później odszedł z partii). 15 stycznia 2015 stanowisko przewodniczącego Rady Naczelnej objął Krzysztof Góralczyk, którego z kolei na funkcji szefa ugrupowania zastąpił wówczas Andrzej Krupienicz. 23 maja 2024 partia została wykreślona z ewidencji.

### Udział w wyborach w 2010

#### Wybory prezydenckie
14 listopada 2009 podczas drugiego zjazdu Partii Kobiet założycielka ugrupowania Manuela Gretkowska i przewodniczący Stronnictwa Demokratycznego Paweł Piskorski ogłosili stworzenie wspólnego programu i zapowiedzieli, że będą chcieli stworzyć komitet koalicyjny, który w 2010 mógłby wystartować w wyborach samorządowych, a potem parlamentarnych. W dniu 6 marca 2010 partia oficjalnie poparła Andrzeja Olechowskiego jako kandydata w wyborach prezydenckich w 2010. W związku z kampanią wyborczą rozpoczęto wyprzedaż majątku partii, sprzedając należącą do SD kamienicę przy ul. Świdnickiej 36 we Wrocławiu za cenę 13 mln złotych (cena wywoławcza wynosiła 30 mln złotych). Zapowiedziano jednocześnie dalszą wyprzedaż należących do SD nieruchomości, a partyjni przeciwnicy Pawła Piskorskiego poinformowali o zamiarze złożenia doniesienia do prokuratury o popełnieniu przestępstwa w związku z wrocławską transakcją. 9 maja 2010 Rada Naczelna SD upoważniła zarząd do sfinansowania kampanii wyborczej Andrzeja Olechowskiego kwotą 6 mln złotych pochodzącą ze sprzedaży nieruchomości SD. Ostatecznie na kampanię wyborczą Andrzeja Olechowskiego zaciągnięto kredyt w wysokości 2 milionów złotych, natomiast za pieniądze uzyskane ze sprzedaży kamienicy (pierwsza rata w wysokości 5 milionów złotych) zawarto z działaczami SD umowy o dzieło opiewające na sumy od 4 do 9 tys. złotych. W grudniu 2010 z 5 milionów złotych zostało na koncie SD 400 tysięcy.
Działacze skupieni wokół Krzysztofa Góralczyka i Lesława Lecha odmówili poparcia Andrzejowi Olechowskiemu, apelując, by nie korzystał on w czasie kampanii wyborczej ze środków pochodzących ze sprzedaży nieruchomości Stronnictwa i zaapelowali do pozostałych kandydatów, by w debacie podczas kampanii prezydenckiej poruszyli temat nielegalnych ich zdaniem działań Pawła Piskorskiego. Działacze SD przeciwni Pawłowi Piskorskiemu nie udzielili jednolitego poparcia żadnemu z kandydatów przed pierwszą turą wyborów. Niektóre rady regionalne opowiedziały się za Jarosławem Kaczyńskim bądź Januszem Korwin-Mikkem.
Ostatecznie kandydat popierany przez SD Andrzej Olechowski uzyskał w wyborach z 20 czerwca 2010 1,44% głosów, zajmując 6. miejsce spośród 10 kandydatów. Wspólnie z Pawłem Piskorskim zapowiedział on poparcie Bronisława Komorowskiego w II turze wyborów przewidzianej na 4 lipca 2010, zaś działacze SD przeciwni Pawłowi Piskorskiemu zaapelowali o poparcie Jarosława Kaczyńskiego.

#### Wybory samorządowe
Frakcja Stronnictwa kierowana przez Pawła Piskorskiego zapowiadała na początku roku 2010 start w wyborach pod własnym szyldem oraz wystawienie kandydatów na burmistrzów i prezydentów miast, jednak ostatecznie ugrupowanie zrezygnowało ze zgłoszenia własnych list. SD wystawiło kilkoro kandydatów na stanowiska prezydentów miast pod szyldami niepartyjnymi: w Elblągu – Stefana Rembelskiego, w Gdańsku – Stanisława Corę, w Kielcach – Konrada Łęckiego, w Ostrołęce – Ryszarda Załuskę, w Koninie – Dariusza Wilczewskiego, w Grudziądzu – Aleksandra Pawłowskiego, w Warszawie – Katarzynę Munio (kandydowała z ramienia Warszawskiej Wspólnoty Samorządowej), a w Poznaniu – Dariusza Jacka Bachalskiego (startującego z ramienia SLD). Stronnictwo udzieliło również poparcia w innych miastach m.in. Rafałowi Dutkiewiczowi, Bartłomiejowi Sochańskiemu, Zygmuntowi Frankiewiczowi, Włodzimierzowi Tomaszewskiemu, Michałowi Zaleskiemu, Konstantemu Dombrowiczowi, Ryszardowi Ścigale czy Krzysztofowi Matyjaszczykowi. Kandydaci SD ubiegali się o mandaty radnych: Stanisław Faliński (do rady dzielnicy Warszawa Ursynów), Krystyna Krzekotowska i Maciej Białecki (do rady Warszawy), Kazimierz Kłosiński (do sejmiku mazowieckiego), Eugeniusz Wypijewski (do rady Włocławka), Roman Bałdyga (do rady Węgrowa), Andrzej Prochownik i Andrzej Potocki (do sejmiku małopolskiego), a także Konrad Łęcki (do rady Kielc).
Swoje kandydatury w wyborach wystawiła również frakcja Stronnictwa przeciwna działaniom Pawła Piskorskiego: Zbigniew Grzyb został wybrany na wójta gminy Iwanowice z ramienia komitetu PiS, Arkadiusz Nowalski zaś kandydował bez powodzenia na burmistrza Sejn. O miejsca w radach walczyli m.in. Tadeusz Steigert (rada powiatu – Ostróda), Leszek Gucwa (rada miejska – Świebodzice; PiS), Andrzej Gruszczyński (rada miejska – Częstochowa; PiS), Wojciech Drobnik i Adam Sawina.

### 2011
11 czerwca 2011 Rada Naczelna SD zdecydowała nie wystawiać własnych list w wyborach parlamentarnych. 9 czerwca tego samego roku w wyniku opuszczenia DKP SD przez Jana Widackiego (który w 2010 wystąpił z partii) koło przestało istnieć, a reprezentujący SD w Sejmie Bogdan Lis i Marian Filar zostali posłami niezrzeszonymi.
Posłowie SD znaleźli się w wyborach do Senatu wśród kandydatów Unii Prezydentów – Obywatele do Senatu. Do Senatu z własnego komitetu wystartował także członek SD Jerzy Krzekotowski. W wyborach do Sejmu 3 członków SD znalazło się na listach partii Polska Jest Najważniejsza (Małgorzata Rudzka w okręgu lubelskim, Artur Andrzejewski w okręgu kaliskim i Katarzyna Bohdanowicz w okręgu warszawskim). Żaden z członków SD nie uzyskał mandatu w parlamencie.
Spośród byłych działaczy SD związanych z wewnątrzpartyjną opozycją Lesław Lech bez powodzenia startował do Sejmu z listy PSL w okręgu wrocławskim, z kolei Krzysztof Góralczyk 22 marca 2011 podpisał wraz z Janem Klimkiem w imieniu Stowarzyszenia Demokratycznego porozumienie o wspólnym starcie w wyborach parlamentarnych z Krajową Partią Emerytów i Rencistów oraz Partią Regionów, jednak ostatecznie do tego startu nie doszło.

### Od 2013
W marcu 2013 powstał związany z SD tygodnik „Liberałowie i Demokraci” (ukazujący się do maja 2014). Stronnictwo nawiązało też bliższe kontakty z Partią Demokratyczną. 20 kwietnia odbył się kongres SD, który przyjął nowy program (o charakterze liberalnym) oraz wybrał nowe władze partii (przewodniczącym ponownie został Paweł Piskorski). Spośród osób niezwiązanych z SD na kongresie występowali Janusz Palikot (szef Ruchu Palikota), Andrzej Celiński (szef PD) i Ryszard Kalisz (niedługo wcześniej usunięty z SLD).
19 maja w przedterminowych wyborach do rady miasta Żagań partia uzyskała drugi wynik po Ruchu Żaganian, zdobywając 5 mandatów. Jednocześnie kandydat SD na burmistrza Sławomir Kowal wygrał pierwszą turę wyborów, jednak w drugiej turze poniósł porażkę. W przedterminowych wyborach w Elblągu 23 czerwca SD wystartowało w koalicji z PJN i Kongresem Nowej Prawicy w ramach komitetu „Naszą Partią jest Elbląg”, który na prezydenta miasta wystawił Edwarda Pukina z PJN; w radzie miasta nie uzyskał mandatów.
7 czerwca SD weszło w skład zespołu politycznego koalicji Europa Plus wraz z Ruchem Palikota, SDPL, Racją Polskiej Lewicy, Unią Lewicy, Polską Partią Pracy – Sierpień 80 i stowarzyszeniem Dom Wszystkich Polska (Ryszarda Kalisza). 17 dni później do zespołu dołączyła także PD. Jesienią na miejsce Ruchu Palikota i Racji PL powstała nowa partia Twój Ruch.
W wyborach do Parlamentu Europejskiego w 2014 Europa Plus wystartowała jako koalicyjny komitet o nazwie Europa Plus Twój Ruch. Na listach komitetu znalazło się 7 członków SD (m.in. szef partii Paweł Piskorski, który otwierał listę E+ w okręgu zachodniopomorsko-lubuskim, a także m.in. Andrzej Potocki). Na listach koalicji znaleźli się też ostatecznie działacze TR (w większości), a także DWP (wśród nich m.in. jeden członek SD) i PD. Komitet otrzymał 252 779 głosów (3,58%), nie osiągając progu wyborczego. Na działaczy SD oddano łącznie 7791 głosów (3,08% głosów na komitet, 0,11% w skali kraju). 26 maja (dzień po wyborach) koalicja przestała istnieć.
W wyborach samorządowych w 2014 działacze SD bezskutecznie startowali do sejmików z list komitetu SLD Lewica Razem (w województwach lubuskim i zachodniopomorskim) oraz z list Mazowieckiej Wspólnoty Samorządowej (startującej w mazowieckim). Na niższych szczeblach SD startowało samodzielnie bądź w ramach lokalnych komitetów lub z list SLD LR (uzyskało łącznie około 10 mandatów radnych). Na prezydentów miast wystawiło z partyjnego komitetu kandydatów w Dąbrowie Górniczej i w Żorach oraz w ramach lokalnego komitetu kandydata w Koninie. Nie odnieśli oni sukcesów. Ponadto SD aktywnie popierało w różnych miastach kandydatów niepartyjnych (m.in. w Warszawie Piotra Guziała, w Krakowie Łukasza Gibałę czy w Szczecinie Małgorzatę Jacynę-Witt, która weszła do II tury) bądź kandydatów SLD LR (w Łodzi czy Poznaniu).
W wyborach prezydenckich w 2015 SD poparło urzędującą głowę państwa Bronisława Komorowskiego. W wyborach parlamentarnych w 2015 do Sejmu wystartowało 4 członków SD – po dwie osoby z list Zjednoczonej Lewicy i Obywateli do Parlamentu (z listy OdP m.in. Krystyna Krzekotowska, jedna z liderów komitetu). Nikt z nich nie zdobył mandatu. Część liderów SD poparła w wyborach Nowoczesną.
23 kwietnia 2016 odbył się kolejny kongres SD, który wybrał władze (na czele partii pozostał Paweł Piskorski), a także wezwał do współpracy demokratyczne partie opozycyjne wobec rządu Beaty Szydło. Wkrótce potem SD współtworzyło koalicję Wolność Równość Demokracja, powołaną pod patronatem Komitetu Obrony Demokracji. Kilka miesięcy później SD podpisało porozumienie o ściślejszej współpracy z nowo powołanym stowarzyszeniem Europejscy Demokraci, które następnie współtworzyło wraz z PD partię Unia Europejskich Demokratów.
W wyborach samorządowych w 2018 działacze SD startowali m.in. do rady Warszawy z list SLD LR, czy też na radnych Poznania i Kielc z list Koalicji Obywatelskiej (nie uzyskali mandatów w tych miastach). W wyborach na włodarzy jeden członek partii kandydował bez powodzenia na wójta. W lutym 2019 partia zgłosiła akces do Koalicji Europejskiej (powołanej przez PO, PSL, Nowoczesną, SLD i Zielonych na wybory do Parlamentu Europejskiego). Nie została jednak jej członkiem i żaden z jej działaczy nie znalazł się na listach KE. W wyborach parlamentarnych w tym samym roku współtworzyła Koalicję Polską skupioną wokół Polskiego Stronnictwa Ludowego. Sześcioro działaczy SD znalazło się na listach PSL do Sejmu, otrzymując łącznie 2497 głosów.
20 czerwca 2020 odbył się kolejny kongres partii, który potwierdził wcześniejszą decyzję zarządu głównego o poparciu w wyborach prezydenckich kandydata Koalicji Obywatelskiej, Rafała Trzaskowskiego z PO. Przewodnictwo w SD ponownie utrzymał na kongresie Paweł Piskorski.
W wyborach parlamentarnych w 2023 i europejskich w 2024 działacze SD nie startowali, a w samorządowych w 2024 startowali w sposób niezorganizowany (spośród członków zarządu partii Stanisław Schupke kandydował bez powodzenia z listy KO do rady Poznania). W wyborach prezydenckich w 2025 SD ponownie poparło Rafała Trzaskowskiego z PO będącego kandydatem KO.

## Władze
Przewodniczący:
- Paweł Piskorski

Wiceprzewodniczący:
- Marek Kucharski
- Waldemar Prusak
- Leszek Zieliński

Sekretarz generalny:
- Jan Artymowski

Zastępca sekretarza generalnego:
- Bartłomiej Denis-Świerszcz

## Szefowie Stronnictwa Demokratycznego
- 1939–1940: Mieczysław Michałowicz
- 1940–1942: Antoni Więckowski
- 1942–1943: Mieczysław Bilek
- 1943–1944: Jerzy Makowiecki
- 1944–1945: Erazm Kulesza
- 1945–1949: Wincenty Rzymowski
- 1949–1956: Wacław Barcikowski
- 1956–1969: Stanisław Kulczyński
- 1969–1973: Zygmunt Moskwa
- 1973–1976: Andrzej Benesz
- 1976–1981: Tadeusz Witold Młyńczak
- 1981–1985: Edward Kowalczyk
- 1985–1989: Tadeusz Witold Młyńczak
- 1989–1990: Jerzy Jóźwiak
- 1990–1991: Aleksander Mackiewicz
- 1991–1992: Zbigniew Adamczyk
- 1992–1993: Rafał Szymański
- 1993: Wiesław Kowalczuk (p.o.)
- 1993–1998: Jan Janowski
- 1998: Marek Wieczorek (p.o.)
- 1998–2002: Jan Klimek
- 2002–2006: Andrzej Arendarski
- 2006–2009: Krzysztof Góralczyk (p.o.)
- od 2009: Paweł Piskorski

## Siedziby
- 1937–1938: Warszawa, ul. Nowy Świat 21 m 4
- 1938–1939: Warszawa, ul. Książęca 4 m 7, do 1937 gmachu Państwowego Gimnazjum Ogólnokształcącego im. Tadeusza Reytana
- 1939–1944: brak (II wojna światowa)
- 1944: Warszawa, ul. Radzymińska 53 m 1, siedziba Komitetu Organizacyjnego
- 1945: Warszawa-Saska Kępa, ul. Elsterska 3 (róg Berezyńskiej), w wilii Grzegorza Fitelberga i Haliny Szmolcówny
- 1945–1947: Warszawa, ul. Zgoda 11, w okresie międzywojennym budynek Powszechnego Banku Związkowego w Polsce SA, w latach 1957–1991 redakcja „Kuriera Polskiego”
- 1947–2016: Warszawa, ul. Chmielna 9, w latach 1921–1939 siedziba (określanego tzw. domem związkowym) Związku Zawodowego Maszynistów Kolejowych w Polsce oraz kinoteatru Palace, własność hipoteczna ZZMK
- od 2016: Warszawa, ul. Marszałkowska 9/15 lok. 69